# Pieter-Jan De Backer
Pieter-Jan De Backer (7 september 1995) is een Belgisch ropeskipper.

## Levensloop
De Backer begon op 7-jarige leeftijd met ropeskipping en is aangesloten bij Siluskip te Zele.
In 2015 werd de Berlarenaar in het Duitse Idar-Oberstein Europese kampioen 'overall'. Hij won het onderdeel 'freestyle' en werd tweede in de 'endurance'. Op het EK van 2017 te Braga behaalde hij zilver en in 2019 werd hij te Graz wederom Europees kampioen.
De Backer studeerde biomedische wetenschappen en diergeneeskunde aan de Universiteit Gent.